# Libongo
Libongo est un village de la région Est du Cameroun situé dans la commune de Salapoumbé au sein du département de Boumba-et-Ngoko. Il est traversé par le fleuve Sangha. Ce village compte parmi les villages traditionnels d'origines de cette commune.

## Population
Le village de Libongo comptait en 2005, 4281 habitants dont : 2268 hommes et 2013 femmes.

## Infrastructures
Le village de Libongo est doté d'un aérodrome d'affaire situé à l'ouest. Il n'est pas contrôlé et n'est pas doté d'équipements spécifiques et adapté à un bon atterrissage : absence de balises nocturnes.
De plus, il comporte une usine de scierie depuis 1968, gérée par la SEFAC. Elle est équipée de : 3 lignes de sciage, une menuiserie industrielle, 8 cellules de séchage, 360 employés et différentes essences. Elle procède à la transformation du bois. La société forestière SEFAC fournit gratuitement l'énergie électrique à la population de ce village.
En 2010, le village a fait l'objet d'un projet de constructions de boutiques de marché.

## Éducation
Ce village comporte un collège et un lycée, mais qui en 2011, n'étaient pas fonctionnels à cause du manque d'enseignants et d'infrastructures. Néanmoins, il y a une école maternelle publique.
Le village possède aussi plusieurs églises avec des chapelles.

## Pêche
On compte dans ce village environ 7 pêcheurs commerciaux ce qui ne permet pas de nourrir tous les habitants.